# 7031 Кадзумійосіока
7031 Кадзумійосіока (7031 Kazumiyoshioka, 1994 UU, 1982 FU2, 1989 GX3) — астероїд головного поясу.
Тіссеранів параметр щодо Юпітера — 3,592.